# Dean Moxey
Dean Moxey (ur. 14 stycznia 1986 w Exeter) – angielski piłkarz występujący na pozycji obrońcy lub skrzydłowego w Boltonie Wanderers. Wychowanek klubu Exeter City.

## Statystyki kariery
| Sezon   | Klub             | Kraj   | Rozgrywki           | Mecze | Bramki |
| ------- | ---------------- | ------ | ------------------- | ----- | ------ |
| 2003/04 | Exeter City      | Anglia | Football Conference | 15    | 2      |
| 2004/05 | Exeter City      | Anglia | Football Conference | 30    | 3      |
| 2005/06 | Exeter City      | Anglia | Football Conference | 21    | 1      |
| 2006/07 | Exeter City      | Anglia | Football Conference | 23    | 2      |
| 2007/08 | Exeter City      | Anglia | Football Conference | 45    | 9      |
| 2008/09 | Exeter City      | Anglia | League Two          | 44    | 4      |
| 2009/10 | Derby County     | Anglia | Championship        | 30    | 0      |
| 2010/11 | Derby County     | Anglia | Championship        | 22    | 2      |
| 2010/11 | Crystal Palace   | Anglia | Championship        | 17    | 1      |
| 2011/12 | Crystal Palace   | Anglia | Championship        | 24    | 0      |
| 2012/13 | Crystal Palace   | Anglia | Championship        | 30    | 0      |
| 2013/14 | Crystal Palace   | Anglia | Premier League      | 20    | 0      |
| 2014/15 | Bolton Wanderers | Anglia | Championship        | 19    | 1      |